# Кондуровка (село)
Кондуровка — село в Саракташском районе Оренбургской области в составе  Жёлтинского сельсовета. 

## География
Находится на левом берегу реки Сакмара на расстоянии примерно 34 километров по прямой на юго-восток от районного центра поселка Саракташ.

## Население
Население составляло 283 человека в 2002 году (русские 92%), 255 по переписи 2010 года.